# Ialysus proximus
Ialysus proximus är en kräftdjursart som beskrevs av Sewell 1940. Ialysus proximus ingår i släktet Ialysus och familjen Diosaccidae. Inga underarter finns listade i Catalogue of Life.